# Юдін Павло Федорович
Павло Федорович Юдін (7 вересня 1899, село Апраксіно Сергацького повіту Нижньогородської губернії, тепер Нижньогородської області, Російська Федерація — 10 квітня 1968, місто Москва) — радянський філософ, дипломат, громадський діяч, директор Інституту червоної професури, директор Інституту філософії АН СРСР надзвичайний і повноважний посол СРСР у Китайській Народній Республіці. Член ЦК КПРС у 1952—1961 роках. Кандидат у члени Президії ЦК КПРС з 16 жовтня 1952 по 5 березня 1953 року. Депутат Верховної Ради СРСР 3—4-го скликань. Доктор філософських наук (1936), професор (1935). Член-кореспондент Академії наук СРСР по відділенню суспільних наук (з 28.01.1939). Академік Академії наук СРСР по відділенню економічних, філософських і правових наук (філософія) (з 23.10.1953).

## Життєпис
Народився в родині робітника золотих копалень і селянки. З листопада 1910 по травень 1912 року наймитував у заможного селянина Кірсанова. У 1912 році закінчив сільську школу села Апраксіно. З червня 1912 по жовтень 1914 року працював у господарстві матері в селі Апраксіно.
У листопаді 1914 — липні 1917 року — учень токаря, токар по металу механічного заводу Нижньогородського біржового товариства. У липні 1917 — квітні 1919 року — токар паровозних майстерень Московсько-Нижньогородської залізниці в Нижньому Новгороді.
У 1917 році вступив до Комуністичної спілки молоді.
Член РКП(б) з жовтня 1918 року.
У квітні 1919 року пішов добровольцем до Червоної армії. У травні — грудні 1919 року — політичний керівник 1-го Приволзького стрілецького полку РСЧА Приволзького військового округу. У січні — грудні 1920 року — комісара полку, в січні — листопаді 1921 року — начальник організаційної частини 57-ї стрілецької дивізії Червоної армії. Брав участь у боях проти Колчака на Східному фронті. 
У грудні 1921 — травні 1924 року — студент філософського факультету Петроградського комуністичного університету імені Зінов'єва (імені Сталіна).
У червні — грудні 1924 року — заступник завідувача агітаційно-пропагандистського відділу Новгородського губернського комітету ВКП(б).
У січні — листопаді 1925 року — редактор Новгородської губернської газети «Звезда».
У грудні 1925 — липні 1927 року — завідувач агітаційно-пропагандистського відділу Новгородського губернського комітету ВКП(б).
У серпні 1927 — серпні 1931 року — слухач філософського відділення Інституту червоної професури в Москві.
У вересні 1931 — лютому 1932 року — завідувач філософського відділення Інституту Маркса-Енгельса-Леніна при ЦК ВКП(б).
У березні 1932—1938 роках — директор Інституту червоної професури, де також викладав філософію.
У 1933—1937 роках — головний редактор журналу «Літературний критик». У 1933—1934 роках брав активну участь у створенні Спілки радянських письменників, підготовці її статуту, з серпня 1933 по серпень 1934 року був відповідальним секретарем організаційного комітету Спілки письменників СРСР.
Одночасно у вересні 1934 — травні 1935 року — заступник завідувача відділу культури і пропаганди ленінізму ЦК ВКП(б). У червні 1935 — листопаді 1937 року — заступник завідувача відділу преси та видавництв ЦК ВКП(б).
У березні 1938 — жовтні 1946 роках — директор Об'єднання державних видавництв РРФСР.
Одночасно у 1938 — 1 травня 1944 року — директор Інституту філософії Академії наук СРСР.
Був членом редакційної колегії журналів «Под знаменем марксизма» (до 1944) «Большевик». З 1946 року був членом секції історико-філологічних і філософських наук Комітету із Сталінських премій при Раді міністрів СРСР. У 1949 році брав участь в нараді Інформаційного бюро комуністичних і робітничих партій в Угорщині.
Одночасно у 1943—1948 роках — завідувач загальноуніверситетської кафедри марксизму-ленінізму Московського державного університету імені Ломоносова.
У 1946—1953 роках — головний редактор журналу «Советская книга».
У жовтні 1947 — квітні 1953 року — головний редактор, шеф-редактор газети «За прочный мир, за народную демократию».
У 1951—1960 роках входив до складу головної редакції «Великої радянської енциклопедії».
18 жовтня 1952 — 21 березня 1953 року — член Постійної комісії з ідеологічних питань при Президії ЦК КПРС.
У квітні — грудні 1953 року — політичний радник при Радянській контрольній комісії в Німеччині, заступник Верховного комісара СРСР у Німеччині.
3 грудня 1953 — 15 жовтня 1959 року — надзвичайний і повноважний посол СРСР у Китайській Народній Республіці.
З 1960 року знову працював в Інституті філософії АН СРСР: старший науковий співробітник, завідувач сектора загальних проблем історії та теорії культури, брав участь в підготовці чотиритомного видання «Людство і культура». Член Президії АН СРСР у 1961—1963 роках, член бюро Відділення філософії та права АН СРСР з 1963 року. Керівник проекту з написання «Історії світової культури». У 1963—1968 роках брав участь у роботі Редакційно-видавничої ради АН СРСР з підготовки видань серій «Науково-популярна література» і «Класики світової філософії». У 1964—1965 роках працював професором кафедри марксистсько-ленінської філософії Московського державного педагогічного інституту.
Помер 10 квітня 1968 року. Похований в Москві на Новодівочому цвинтарі.

## Наукова діяльність
Спеціаліст в області діалектичного і історичного матеріалізму, наукового атеїзму, теорії наукового комунізму, історії марксистської філософії. Займався дослідженнями питань про ленінський етап в розвитку марксистської філософії, про соціалізм і комунізм як дві фази комуністичної суспільно-економічної формації, про рушійні сили розвитку при соціалізмі, про радянську соціалістичну державу і праву, про соціалістичну демократію, про соціалістичну культуру, про інтелігенцію, про закономірності розвитку країн народної демократії; автор робіт з окремих аспектів етики, естетики та атеїзму.
Основні праці:
- Матеріалістичний і релігійний світогляд. М., 1930;
- Марксизм-ленінізм про культуру і культурну революцію. M., 1933;
- Про радянську літературу. М., 1934 (редактор);
- Класичні твори марксистського філософського матеріалізму. М., 1939;
- Хто такі «націонал-соціалісти?», Свердловськ, 1942;
- Радянська держава робітників і селян. М., 1942;
- Г. В. Плеханов (До 25-річчя від дня смерті). Л., 1943;
- Плани Гітлера руйнуються. М., 1943;
- Радянська культура. М., 1943;
- Соціалізм і комунізм. М., 1946;
- Європейські країни народної демократії на шляхах до соціалізму. М., 1950;
- Значення праці І. В. Сталіна «Марксизм і питання мовознавства» для розвитку суспільних наук. М., 1952;
- Від соціалізму до комунізму. М., 1962;
- Бесіди про комунізм. М., 1963.

## Нагороди
- два ордени Леніна (6.09.1949; 5.09.1959)
- два ордени Трудового Червоного Прапора (10.06.1945; 1953)
- медаль «За оборону Москви» (1944)
- медаль «За перемогу над Німеччиною у Великій Вітчизняній війні 1941—1945 рр.» (1945)
- медаль «За доблесну працю у Великій Вітчизняній війні 1941—1945 рр.» (1945)
- медаль «У пам'ять 800-річчя Москви» (1947)
- медалі
- Сталінська премія І ст. (1943) — за участь у створенні I і II томів колективної праці «Історія філософії»
- премія Президії АН СРСР (1950) — за участь в складанні збірника «Велика сила ідей ленінізму».
- надзвичайний і повноважний посол